# Kabouterkoning Kyrië
Kabouterkoning Kyrië is een personage dat in meerdere sagen voorkomt en is een gelijknamig standbeeld van Wim Gubbels uit 1985. Het standbeeld bevindt zich op het Valensplein midden in het centrum van de Nederlandse plaats Hoogeloon, wat tevens, volgens de kabouterverhalen, de plaats is waar de kabouterkoning zou zijn begraven.
Men heeft een dorpspomp geplaatst met daarop een standbeeld voor Kabouterkoning Kyrië op het Valensplein te Hoogeloon. Dit gebeurde in 1985 bij de heropening van het Valensplein. Het beeld Koning Kyrië is ontworpen door Wim Gubbels. Op 9 april 2001 werd dit beeld ten gevolge van de herinrichting van het Valensplein verplaatst naar een andere plek op hetzelfde plein. Tegelijkertijd werd ook het speciale 'Koning Kyrië Kruidenbitter' geïntroduceerd.

## Legende
De Kabouterkoning Kyrië was volgens oude plaatselijke kabouterverhalen de leider van kabouters die in de Kempen leefden. Deze kabouters hadden hun hoofdkwartier in Hoogeloon. Vanuit Hoogeloon ondernam het kaboutervolkje regelmatig tochten in de omgeving. Volgens de overlevering woonde Kabouterkoning Kyrië op de Kerkakkers in de Kaboutersberg, een van de grafheuvels, gelegen in de hei van Hoogeloon.
De kabouters in de Kempen waren behulpzame wezentjes die vooral de boeren en de huizen in de buurt hielpen. Ze deden dit vooral 's nachts en wilden hierbij absoluut niet door mensen bekeken worden. Als mensen dit toch deden werden zij gestraft door de kabouters. Eén verhaal vertelt over een nieuwsgierige boer die toch stiekem de kabouters bespied had en daarna blind werd aan één oog.

### Dood van koning Kyrië
Op een dag werd Kabouterkoning Kyrië geraakt door een geweerschot van een jager in de hei van Riethoven. Kabouterkoning Kyrië had nog net de kracht om de Duivelsberg in te lopen, waar een heel kaboutervolk leefde. De jager ging nieuwsgierig bij de berg kijken en hoorde de droevige kabouters zeggen: Kyrië is dood! Kabouterkoning Kyrië was direct na aankomst in de Duivelsberg gestorven aan zijn verwondingen. Het droevige bericht dat hun Kabouterkoning gestorven was verspreidde zich snel onder alle kabouters. Kabouterkoning Kyrië werd door de kabouters ergens in Hoogeloon begraven. Na de dood van hun koning hebben de kabouters de streek verlaten met onbekende bestemming. Niemand heeft sindsdien nog een kabouter in de Kempen gehoord of gezien.

## Trivia
- Er zijn vele verhalen over kabouters in de Kempen, zie ook Hoe de kaboutermannekens uit de Kempen verdwenen zijn en Het dankbare alvermanneke.
- Het Suske en Wiske-verhaal Het geheim van de Kalmthoutse heide lijkt te verwijzen naar de legenden over kabouterkoning Kyrië.
- Het Vorstengraf bij Oss wordt ook wel Hans Joppenberg genoemd, naar de naam van de kabouter.
- In Veldhoven is een straat genoemd naar de kabouterkoning: de Koning Kyriëweg.